# داحسية فضية
الداحسية الفضية أو بِساط الأرض أو كرشة الأرنب  (الاسم العلمي: Paronychia argentea) هي نوع من النباتات تتبع جنس الداحسية من الفصيلة القرنفلية.
النبات واطن في بلاد الشام ومصر والمغرب العربي وقبرص وتركيا وجنوب أوروبا. 